# 柊吾
柊吾（しゅうご、2012年12月20日 - ）は、日本の子役俳優。身長は約140㎝、体重は非公開。所属事務所はセブンプロモーション。

## 出演

### 映画
- 『#真相をお話しします』（2025年）
- 『星野先生は今日も走る』（2026年度公開予定）[2]

### テレビドラマ
- 「何か“オモシロいコト“ないの?」（CX）（2023年）
- 木ドラ24「ポケットに冒険をつめこんで」(TX)4話（2023年) - 小薬コウジ 役
- 「放課後カルテ」（2024年) - 笹本拓真 役

## CM
- ロッテクーリッシュ「ものすっごい冷たい」編（2020年）
- マクドナルドハウス（2021年）
- ダイハツタント（2021年）
- ベネッセ　チャレンジ1ねんせい、2年生、3年生
- SONY
- 【キリンチャレンジカップ×いちばんすきな花】キリンチャレンジカップ2023 日本×チュニジア スペシャル動画（2023年）
- UNQLO（2023年）
- タカラトミー ブランドムービー 「アソビにこそ、品質を。」（2024年）
- 日テレ「こどもウイーク」（2024）
- 茨城トヨペットブランドCM「掛け替えのない時間篇」（2024年）
- 「不二家ハートチョコレート／あなたのハート、届けましょ」篇 （2024年）

## WEBCM
- 31アイスクリーム
- オレオweb動画
- Ｊリーグ30周年コンセプトムービー「よっしゃ いこ！」（2023年）
- 一条工務店（2023年）
- こどもスマイル探偵 村山輝星「発見！こどもスマイルムーブメント」篇（2023年）
- SUBARU CIFFON（2024年）
- ＃面白法人がオモシロ法人である39の理由（2024年） - カイ 役
- エリエール×CHUMSコラボプロジェクト企画（2024年）

## MV
- Aimer 「SKYLIGHT」（2023年）

## STILL
- るるぶ　夏休みこどもとあそぼ、るるぶ沖縄ちいさいず
- じゃらん家族旅行2021年
- じゃらん家族旅行/HOTPEPPER Beauty 親子着回しコーデ
- しまむら広告
- キッザニアプレス発表会（2023年）
- SUBARU CIFFON（2024年）
- しまむら「バースデイ」(2024年)
- ワークマン「WORKMAN2025 SPRING/SUMMER STYLE CATALOG」(2025年)

## WEB動画
- コムドットyoutube「【初登場】チビドットと新事務所で目隠しかくれんぼしたら盛り上がりすぎた」(2024）

## 舞台
- 舞台「天守物語」（2023年）紅葉役・和千代役

## イベント
- Creator Dream Fes ’24（2024年）　チビドットやまと役